# هومبيرتو إليزوندو
هومبيرتو إليزوندو (بالإسبانية: Humberto Elizondo)‏ هو ممثل مكسيكي، ولد في 19 يوليو 1947 في مدينة مكسيكو في المكسيك.

## أعمال

### أفلام
- (1984) كثيب

## وصلات خارجية
- هومبيرتو إليزوندو على موقع IMDb (الإنجليزية)
- هومبيرتو إليزوندو على موقع قاعدة بيانات الفيلم (الإنجليزية)